# Principio di adeguatezza causale
Il principio di adeguatezza causale (abbreviato come CAP), altrimenti detto anche principio causale di realtà, è un'affermazione filosofica proposta da René Descartes secondo cui la causa di un oggetto deve contenere un grado di realtà maggiore o uguale a quello dell'oggetto stesso. Essa può essere una causa formale oppure una causa eminente.

## Contesto
Descartes difende la PAC citando il filosofo romano Lucrezio: Ex nihilo nihil fit, che significa "Dal nulla viene dal nulla." Tale principio fu precedentemente enunciato dal filosofo greco Parmenide.
Nelle sue Meditazioni metafisiche, Cartesio usa la PAC per sostenere la sua argomentazione caratteristica dell'esistenza di Dio. Le proposizioni di Descartes furono contestate da Thomas Hobbes nella sua "Terza serie di obiezioni" pubblicata nel 1641.
Pur avendo introdotto una propria terminologia, René Descartes non è stato il fondatore di questa affermazione filosofica. Al contrario, essa ricorre nella metafisica classica di Platone e di Aristotele, e compare eminentemente nelle opere di san Tommaso d'Aquino.

## Analisi
- Una "causa" è ciò che porta qualcosa dalla potenza all'atto.
- Se un oggetto ha la qualità X formalmente, la possiede in senso letterale o in senso stretto.
- Se un oggetto ha la qualità X eminentemente, la possiede in una forma che è di grado maggiore o più ampia.

Per dimostrare ciò, una persona può possedere denaro formalmente tenendolo addosso o conservandolo in un conto bancario. Allo stesso modo, una persona può possedere eminentemente denaro possedendo beni che potrebbero essere prontamente scambiati con esso (essi sono denaro in potenza).
Cartesio offre due sue spiegazioni:
- il calore non può essere prodotto in un oggetto che non fosse precedentemente caldo, cioè non può essere prodotto da altro che non abbia almeno lo stesso ordine di perfezione del calore;
- una pietra, per esempio, che prima non esisteva, non può cominciare ad esistere se non è prodotta da qualcosa che contiene, formalmente o eminentemente, tutto ciò che si trova nella pietra.

Descartes prosegue affermando che la PAC non si applica solo alle pietre, ma anche al regno delle idee e alle caratteristiche che sono viste come parte della realtà oggettiva di un'idea.